# Луизианская покупка
Луизианская покупка (англ. Louisiana Purchase, фр. Vente de la Louisiane) — сделка по приобретению Соединёнными Штатами французских владений в Северной Америке в 1803 году. Размер приобретённой территории, по приблизительным оценкам, равен 530 миллионам акров (828 000 миль² или 2 100 000 км²). Цена сделки составила 15 миллионов американских долларов (около 418,8 млн долларов США в 2025 году) или 80 миллионов французских франков (окончательная сумма сделки для США, включая проценты по кредиту, составила 23 213 568 американских долларов). Исходя из этого, цена одного акра составила 3 цента (7 центов за гектар).
На отошедших в пользу США по договору 1803 года территориях в настоящее время располагаются современные штаты:
1. Арканзас,
2. Миссури,
3. Айова,
4. Оклахома,
5. Канзас,
6. Небраска,
7. южная часть штата Миннесота,
8. бо́льшая часть штата Северная Дакота,
9. практически весь штат Южная Дакота,
10. северо-восточная часть штата Нью-Мексико,
11. бо́льшая часть штата Монтана,
12. часть штата Вайоминг,
13. северная часть Техаса,
14. восточная половина Колорадо,
15. часть штата Луизиана (по обе стороны реки Миссисипи), включая город Новый Орлеан.

Во время переговоров и непосредственно во время проведения сделки Испания заявляла свои претензии на часть территории штата Оклахомы и юго-западную часть штатов Канзаса и Луизианы. Согласно договору, к США отходили территории, которые после англо-американской конвенции 1818 стали частью канадских провинций Альберта и Саскачеван. Приобретённая по результатам сделки земля составила порядка 23 % территории современных Соединённых Штатов Америки.
«Луизианская покупка» стала одной из важных вех в политической жизни третьего президента США Томаса Джефферсона. Хотя Джефферсон и был озабочен законностью проведения сделки (Конституция США не содержала статей по поводу приобретения территорий у иностранных государств), он тем не менее решился на сделку в связи с тем, что Франция и Испания препятствовали американцам в их торговле через порт Нового Орлеана.

## Предпосылки
С 1762 года Луизиана была испанской колонией. Благодаря своему удачному географическому положению Новый Орлеан полностью контролировал реку Миссисипи — одну из главных водных артерий Северной Америки, и являлся важным перевалочным пунктом, для которого в соответствии с Договором Пинкни, подписанным с Испанией 27 октября 1795 года, американские граждане получали право экспортной торговли через порт Нового Орлеана. Американцы получили также право использовать порт для перевалки муки, табака, свинины, сала, пера птицы, сидра, масла и сыра между восточными и западными штатами. Договор также признавал право американской стороны, ввиду роста деловой активности, на навигацию по всей реке Миссисипи.
Но уже в 1798 году Испания в одностороннем порядке отменила действие этого договора, чем сильно озадачила руководство Соединённых Штатов. В 1801 году испанский губернатор Хуан Мануэль де Сальседо сменил на посту маркиза де Каса Кальво, и право на перевалку грузов для американцев было восстановлено.
В 1800 году по договору в Сан-Ильдефонсо Испания передавала контроль над Луизианой Франции. Однако договор, подписанный в Сан-Ильдефонсо, был секретным и считалось, что Луизиана находится под испанской юрисдикцией до полной передачи её под контроль французского государства. Окончательно передача контроля над Луизианой от Испании к Франции состоялась 30 ноября 1803 года, всего за три недели до продажи Соединённым Штатам.
Американцы в связи с событиями вокруг Луизианы опасались, что могут потерять право торговли через Новый Орлеан. Президент Томас Джефферсон решает, что лучшим решением в создавшейся ситуации будет покупка Нового Орлеана и восточной части Луизианы по реке Миссисипи. Джефферсон командирует Джеймса Монро и Роберта Ливингстона в Париж для проведения предварительных переговоров. В качестве объекта приобретения были определены только Новый Орлеан и его окрестности. Однако в США никто и не предполагал, что французская сторона выдвинет другое, совершенно неожиданное предложение.

## Переговоры

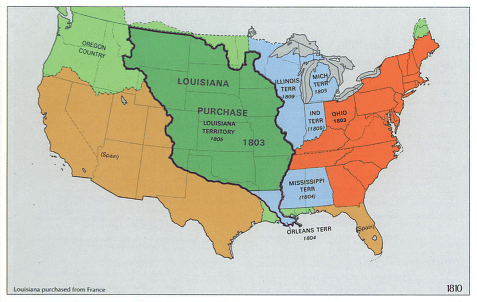
Земли, приобретённые США в рамках Луизианской покупки

Американское руководство, узнав о наличии секретного договора между Испанией и Францией о передаче контроля над Луизианой, отправило послов в Париж для проведения переговоров о продаже Нового Орлеана. Первоначально французская сторона ответила категорическим отказом.
В 1802 году в помощь Ливингстону и Монро в Париж был отправлен Пьер-Самюэль Дюпон де Немур. Дюпон, проживавший долгое время в США, был близким другом Томаса Джефферсона и имел полезные связи с французской политической элитой. По тайным дипломатическим каналам Дюпон вступил в переговоры с Наполеоном от имени президента США. Дюпон предложил Джефферсону идею о том, что Луизиана могла бы быть приобретена под угрозой заключения США военного союза с Англией. Но президент категорически отверг такое предложение, так как, по мнению Джефферсона, отношения с французами в любом случае должны были оставаться дружественными. Тем более Джефферсон был уверен в том, что американский президент не имеет конституционных полномочий участвовать в такого рода сделках и, ко всему прочему, привносит элементы диктата федеральной власти над властью отдельных штатов. С другой стороны, нельзя было не учитывать потенциальных угроз от соседства молодой стремительно набирающей силу нации с огромной колониальной империей, а также мнение наполеоновского министра иностранных дел Шарля Мориса де Талейрана, бывшего страстным противником продажи Луизианы.
А тем временем французские экспедиционные силы под командованием зятя Наполеона генерала Шарля Леклерка пытались подавить восстания рабов в Сан-Доминго (в настоящее время территория Республики Гаити). Но планам Наполеона Бонапарта не суждено было сбыться.
Политический конфликт в Гваделупе и Сан-Доминике перерос в восстание рабов 20 мая 1802 года и привёл к тому, что французский чернокожий офицер Жан-Жак Дессалин и офицер-мулат Александр Петион в октябре 1802 года перешли на сторону восставших рабов и начали партизанскую войну против колониальных войск метрополии. Вспыхнувшая эпидемия жёлтой лихорадки унесла жизни трёх четвертей французских солдат (20 тысяч человек), жертвой эпидемии стал и сам генерал Леклерк, после чего оставшаяся часть французов эвакуировалась в Европу в июне 1802 года.
Перед наполеоновской Францией, не имевшей в Америке достаточно сил, во весь рост встала угроза невыполнения договора Сан-Ильдефонсо и потери контроля над Луизианой. Наполеон прекрасно осознавал, что Великобритания или США легко могут захватить Луизиану. Обеспечить перераспределение сил для удержания колоний мог только мирный договор с англичанами. Но Великобритания нарушила свои обязательства по Амьенскому мирному договору и не вывела свои войска с Мальты к сентябрю 1802 года. В начале 1803 года стало ясно, что избежать возобновления войны между Францией и Великобританией не удастся, и 11 марта 1803 года Наполеон отдал приказ на подготовку десанта в Британию.
Приготовления к вторжению привели к тому, что Наполеон пересмотрел свои планы строительства колониальной империи в Новом Свете. Наполеон отдал распоряжение своему министру финансов Франсуа де Барбе-Марбуа 10 апреля 1803 года уведомить американскую сторону о своём согласии продать всю территорию Луизианы Соединённым Штатам. Маркиз де Барбе-Марбуа 11 апреля 1803 года, за день до прибытия Джеймса Монро в Париж, довёл до сведения Роберта Ливингстона предложение Наполеона о продаже всей Луизианы, а не только территории Нового Орлеана. Однако, как оказалось, американская сторона была абсолютно не готова к такому предложению.
Американские послы готовы были заплатить только за территорию Нового Орлеана сумму в 10 миллионов американских долларов, и были шокированы, когда всю территорию Луизианы французская сторона предложила купить за 15 миллионов долларов. Договор о покупке был составлен 30 апреля 1803 года и подписан 2 мая. В Вашингтон подписанный договор прибыл 14 июля 1803 года. Территория Луизианы была огромной, от Мексиканского залива на юге до Земли Руперта на севере, и от реки Миссисипи на востоке до Скалистых Гор на западе. Общая площадь проданной территории в два раза превосходила размеры самих Соединённых Штатов на тот момент. Цена одного акра земли по результатам сделки составила 3 цента (7 центов за гектар).

## Отношение граждан США к покупке Луизианы
Покупка Луизианы не обошлась без трений внутри американского общества. Большинство граждан считало позицию Джефферсона лицемерной и направленной только на то, чтобы обострять отношения с Александром Гамильтоном. Федералисты резко противились заключению сделки по приобретению французских владений в Северной Америке, предпочитая хорошие отношения с Великобританией отношениям с Наполеоном, равно как и были уверены, что Соединённые Штаты заплатили огромную сумму просто за объявление войны Испании.
Многих беспокоило обязательство предоставить американское гражданство всем французам, испанцам и свободным неграм, проживающим на территории Луизианы. Имелись сомнения в том, что эти люди, не привычные к демократии, смогут стать полноценными гражданами.
Федералисты опасались и того, что политическая мощь штатов, расположенных на атлантическом побережье, приведёт к противостоянию западных фермеров с торговцами и банкирами Новой Англии. Также существовали опасения, что увеличение территорий рабовладельческих штатов приведёт к дальнейшему росту напряжения между Севером и Югом. Фракция федералистской партии под управлением сенатора от штата Массачусетс Тимоти Пикеринга дошла даже до того, что озвучила предложение о разделе Северной конфедерации. Возглавить новую страну было предложено вице-президенту Аарону Берру при условии, что он сможет убедить Нью-Йорк поддержать это решение. Отношения Аарона Берра с Александром Гамильтоном, который в своё время помог положить конец северному сепаратистскому движению, опустились на самую низкую отметку в этот период. Взаимная вражда между двумя политическими деятелями привела в 1804 году к дуэли, на которой Берр убил Гамильтона.

## Подписание договора

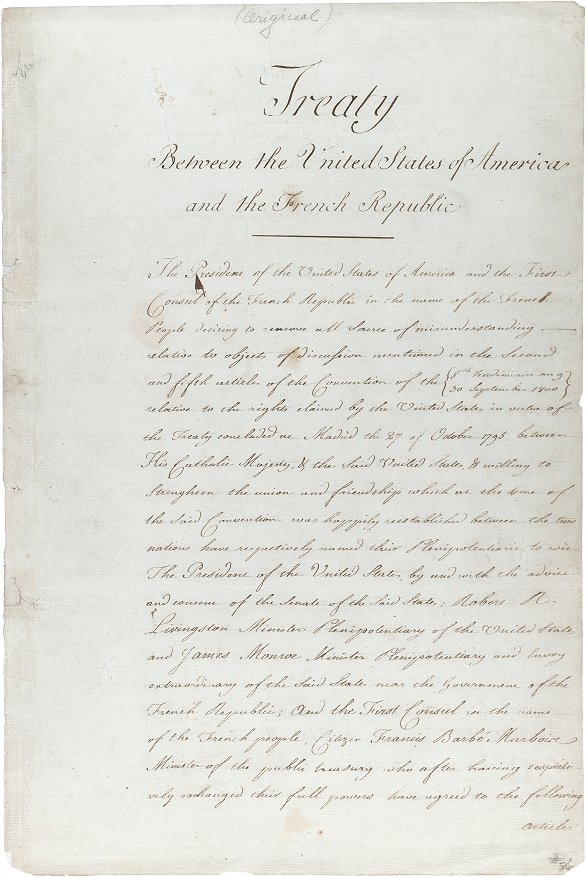
Оригинал договора о покупке Луизианы

Договор о продаже Луизианы был подписан 30 апреля 1803 года в Париже Робертом Ливингстоном, Джеймсом Монро и маркизом Барбе-Марбуа. Джефферсон объявил американским гражданам о подписании договора 4 июля 1803 года. Сенат Соединённых Штатов ратифицировал договор 20 октября. За ратификацию договора проголосовало 24 члена Сената, против — семеро. На следующий день после голосования в Сенате Томас Джефферсон получил возможность взять под контроль приобретённые территории и установить временное военное правительство. Специальным законодательным актом, принятым 31 октября 1803 года, Сенат установил временные правила для местных гражданских властей присоединённых территорий, следовать законам Франции и Испании и позволил президенту использовать военные силы для наведения порядка в случае необходимости. В целях исследования и составления карт приобретённых земель Луизианы предусматривалось постройка четырёх фортов. В скором времени эти исследования были проведены экспедицией Льюиса и Кларка.
Государственные учреждения Франции покинули Новый Орлеан к декабрю 1803 года, а 10 марта 1804 года в городе Сент-Луис состоялась официальная церемония, на которой права владения Луизианой перешли от Франции к Соединённым Штатам. Начиная с 1 октября 1804 года приобретённые земли были преобразованы в Орлеанскую территорию (впоследствии земли штата Луизиана) и округ Луизиана. Последний не являлся самостоятельной административной единицей (не был организован по примеру территории) и находился под управлением властей Территории Индиана.

## Границы
Непосредственно во время проведения сделки по продаже Луизианы она не была хорошо изучена, и её границы не были чётко определены. Этим обстоятельством, не желая обострения отношений с Испанией, воспользовалась Франция, отказавшись определить южные и западные границы продаваемой территории.
Северная граница приобретённых территорий простиралась за 50-ю параллель. Однако земли выше 49-й параллели (Милк-Ривер и Поплар-Ривер) были переданы Великобритании по Англо-Американской Конвенции 1818 года.
Восточные границы Луизианы определялись по устью реки Миссисипи на 31-й параллели, хотя расположение устья Миссисипи на тот момент не было известно. Восточная граница ниже 31-й параллели была не определена; США претендовали на территории вплоть до реки Пердидо, а Испания определяла границы своей Флоридской колонии по реке Миссисипи. Подписанный в 1819 году договор с Испанией снял эти противоречия. Сегодня 31-я параллель является северной границей западной части полуострова Флорида, а река Пердидо — официальная граница между штатами Флорида и Алабама.
Сделка отодвинула западные границы к Скалистым горам, ограниченным Континентальным водоразделом.
Южная граница приобретённой территории также не была определена на момент покупки. Официальные демаркационные линии были установлены только в результате подписания Договора Адамса — Ониса. Этому предшествовало создание Свободного Государства Сабинов по Договору о Нейтральных землях 1806 года (англ. the Neutral Ground Treaty of 1806) на спорных территориях.
Почти все приобретённые земли были заняты американскими индейцами, у которых земля была куплена повторно, шаг за шагом. Общая сумма, выплаченная индейцам за землю, превышала цену покупки этих же земель у Франции. Фактически по результатам сделки у Франции приобреталось не право на территорию, а право на покупки этих территорий у индейцев. А с самими индейцами, как с коренными жителями этих земель, не советовались ни продавцы, ни покупатели. Большинство индейцев никогда даже и не знало о проведённой сделке.

## Финансовая сторона сделки
Для оплаты заключённой сделки американское правительство использовало облигации. Франция же, находясь в войне с Великобританией, не хотела покупать или обменивать американские облигации. Но американские дипломаты Ливингстон и Монро рекомендовали для проведения сделки использовать банкирский дом Барингов в Лондоне и банк Хоупа в Амстердаме (англ. Hope & Co.). Французские представители приняли это предложение, и, учитывая нетерпение Наполеона получить деньги по сделке как можно быстрее, французский министр финансов Барбе-Марбуа договорился с банками об обмене американских облигаций на наличные деньги. После того как американские облигации были доставлены в Европу, французская сторона продала их Барингам и Хоупу со скидкой. Часть суммы, примерно шестьдесят миллионов франков (около пятнадцати миллионов американских долларов), была использована при взаимозачёте долгов между Францией и США. При окончательном расчёте французская сторона получила 8 831 250 долларов США.
Вплоть до банкротства в 1995 году в холле лондонского офиса банка Барингов выставлялись оригиналы документов, сопровождавшие продажу Луизианы.

## Память

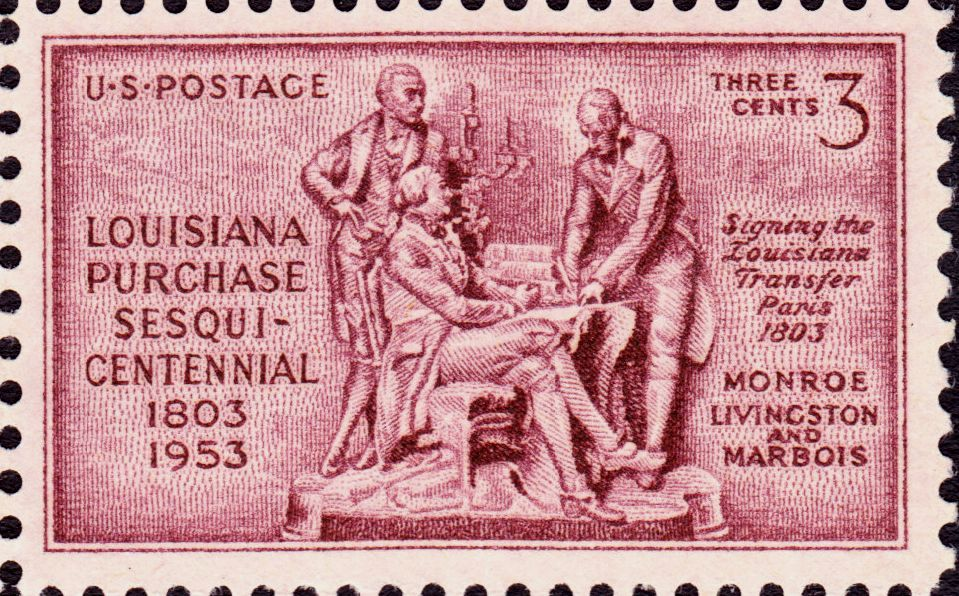
Марка 1953 г.

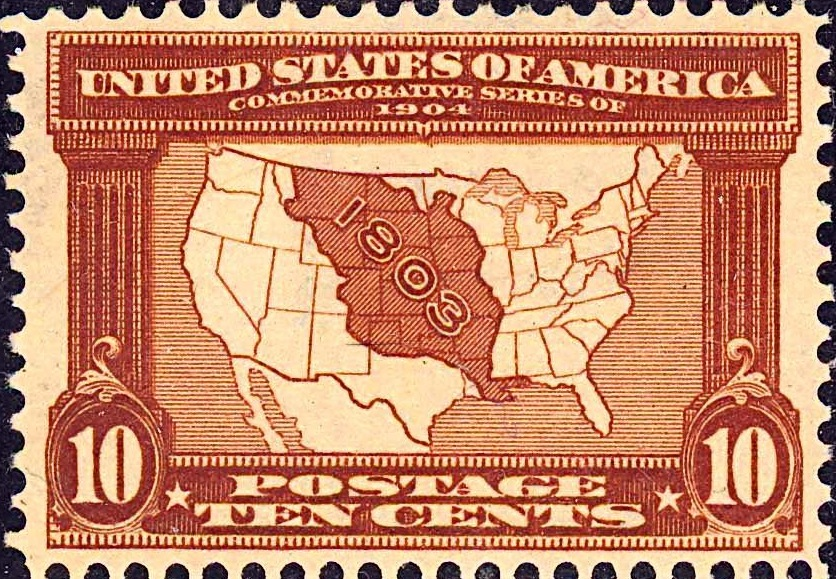
Марка 1903 г.

В 1903 и 1953 г. в США вышли марки, посвящённые самой сделке и условиям её заключения.